# Chiesa dei Santi Eusebio e Vittore
La chiesa dei Santi Eusebio e Vittore è la parrocchiale di Peglio, in provincia e diocesi di Como; fa parte del vicariato di Gravedona.
L'edificio sacro è collocato su un poggio poco discosto dal paese.

## Storia
Originariamente alle dipendenze della pieve di Gravedona, nel 1461 la chiesa venne elevata al rango di parrocchiale.
L'originale edificio tardogotico venne demolito nei primi anni del Seicento e subì tra il 1607 e il 1613 opere di ricostruzione ed ampliamento, seguendo un progetto di abbellimento che, nei dieci anni successivi, comportò la realizzazione di un ricchissimo ciclo di affreschi. Tra il 1614e il 1623, a più riprese, vi lavorò Giovanni Mauro Della Rovere, detto il Fiammenghino, pittore seicentesco attivo principalmente a Milano.
La migrazione degli abitanti del paese verso la Sicilia e in particolare verso Palermo (datata tra il 1600 e il 1750 circa) è testimoniata da richiami alla tradizione religiosa della suddetta città presenti all'interno della chiesa.

## Descrizione

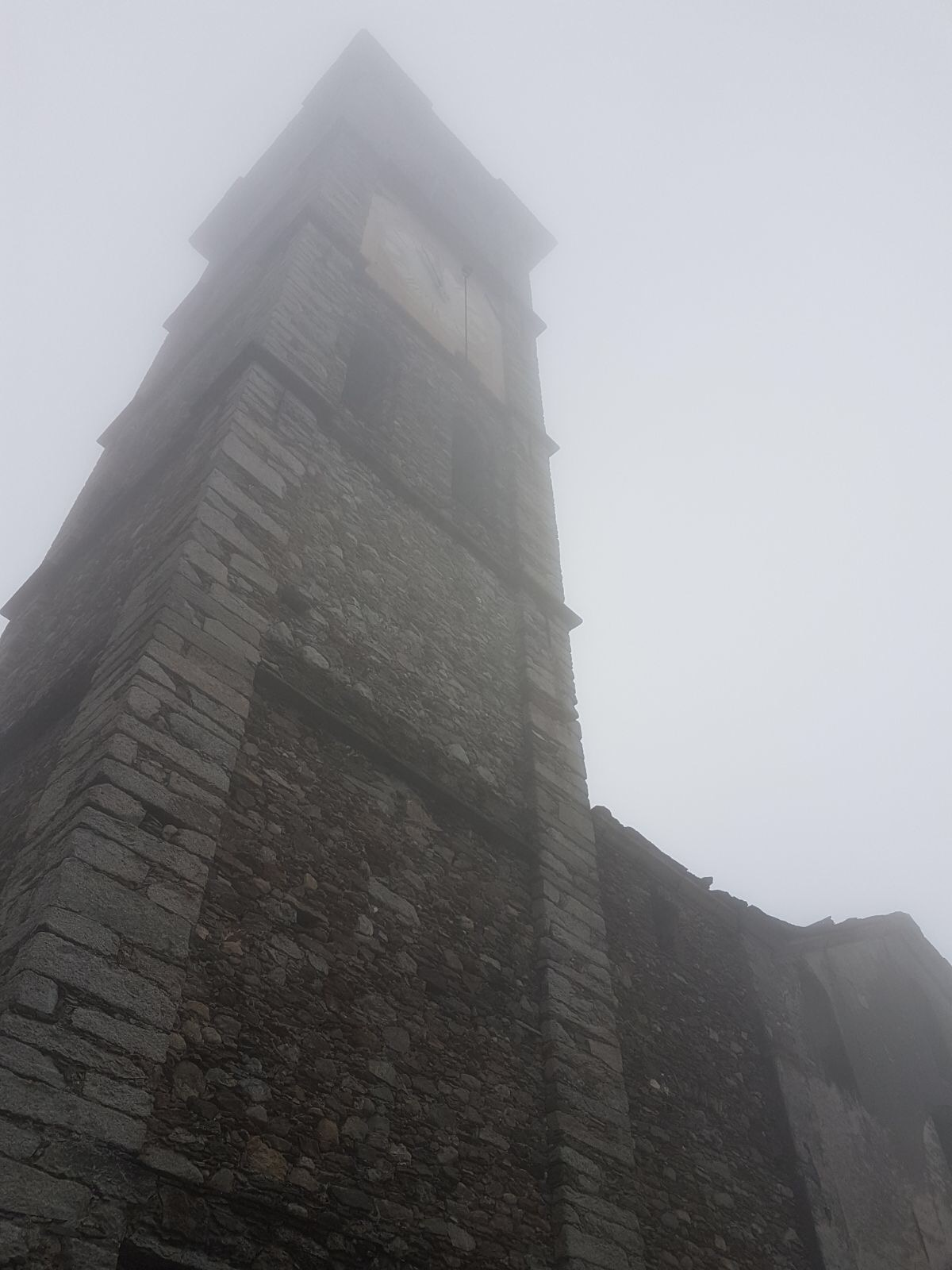
Il campanile della chiesa dei Santi Eusebio e Vittore

### Esterni
La chiesa è precedura da un portico, nel quale trovano posto alcuni affreschi del XVI secolo, i quali rimandano alla scuola di Bernardino Luini.

### Interni
La planimetria della chiesa presenta un'unica navata che ospita sei cappelle - tre per lato - ad ognuna delle quali corrisponde un altare. Il complesso è preceduto da un altissimo pronao su quattro colonne. Sopra la porta meridionale invece si trova il pulpito. L'altare maggiore è in legno dorato e risale al 1635. La ricercatezza degli affreschi, delle tele e delle decorazioni in stucco interne pone in secondo piano la struttura architettonica, donando alla chiesa un aspetto ricco e incantevole. Di grande importanza storica, artistica e musicale è l'organo, collocato sopra la porta principale, realizzato tra il 1608 e il 1627 da Costanzo Antegnati di Brescia e conservatosi originale praticamente in ogni sua parte.
Le opere del Della Rovere conservate all'interno della chiesa sono le seguenti:
- gli affreschi del coro, raffiguranti i quattro principali dottori della chiesa messi a fianco ad alcune scene del Giudizio Universale e a immagini infernali;[9][2]
- i riquadri e le lunette sopra le cappelle che mostrano storie dell'Antico Testamento;
- le ante di chiusura dell'organo;
- le lesene e l'arcata sulle quali sono dipinte scene della Sacra Scrittura nella cappella del Rosario;
- gli affreschi nelle cappelle di Sant'Antonio e San Giovanni Battista (quest'ultima contenente anche un autoritratto del Fiammenghino[6] con l'amata[3]);
- nell'abside dell'altare maggiore, la raffigurazione di Sant'Eusebio al Concilio di Milano[2] davanti all'imperatore Costanzo II nell'atto di difendere il dogma contro l'eresia Eutichiana.

Il pittore intelvese Alessandro Valdani è invece l'autore degli affreschi sui pilastri della navata (1765) e il Trionfo della Morte conservato nella cappella situata sul sagrato della chiesa.
La chiesa conserva anche una Madonna con Bambino di scuola di Bernardino Luini, oltre a dipinti del Guercino, del comasco Giambattista Rodriguez, di Giuseppe Antonio Petrini e del Caracciolo di Vercana.

## Legami con Palermo
Non era inusuale che gli uomini dell'Alto Lago emigrassero in Sicilia per cercare fortuna e lavoro in modo da poter mantenere le famiglie rimaste a casa. E a molti pegliesi emigrati a Palermo si deve la maggioranza degli arredi della chiesa dei Santi Eusebio e Vittore. Pertanto all'interno dell'edificio sono numerosi i riferimenti alla tradizione palermitana, in particolare:
- nella cappella di San Giuseppe è presente la tela "Transito del Santo" che secondo la tradizione fu inviata da Palermo
- la cappella di San Carlo fu commissionata da un certo Alberto Mangino in memoria della scola (congregazione religiosa fondata dagli abitanti di un certo paese che, una volta emigrati, si riunivano in comunità)[11] fondata a Palermo dagli abitanti di Peglio.[8]
- la cappella dedicata a Santa Rosalia (patrona di Palermo), che al suo interno conserva affreschi attribuiti al pittore Caracciolo di Vercana[3][1].

Tuttora, come testimonianza di questo movimento, sono posseduti dagli abitanti del paese gioielli e manufatti provenienti dall'ambiente culturale della Sicilia seicentesca.